# Hyssia umbera
Hyssia umbera là một loài bướm đêm trong họ Noctuidae.